# Halle de Grenade
La halle Jean Moulin est une halle située dans le département de la Haute-Garonne en France dans la commune de Grenade.

## Localisation
La halle se situe au centre de la commune de Grenade place du Commerce.
Elle occupe un moulon ou pâté de maisons de la bastide situé au croisement des axes principaux : rue Gambetta et rue de la République.

## Description

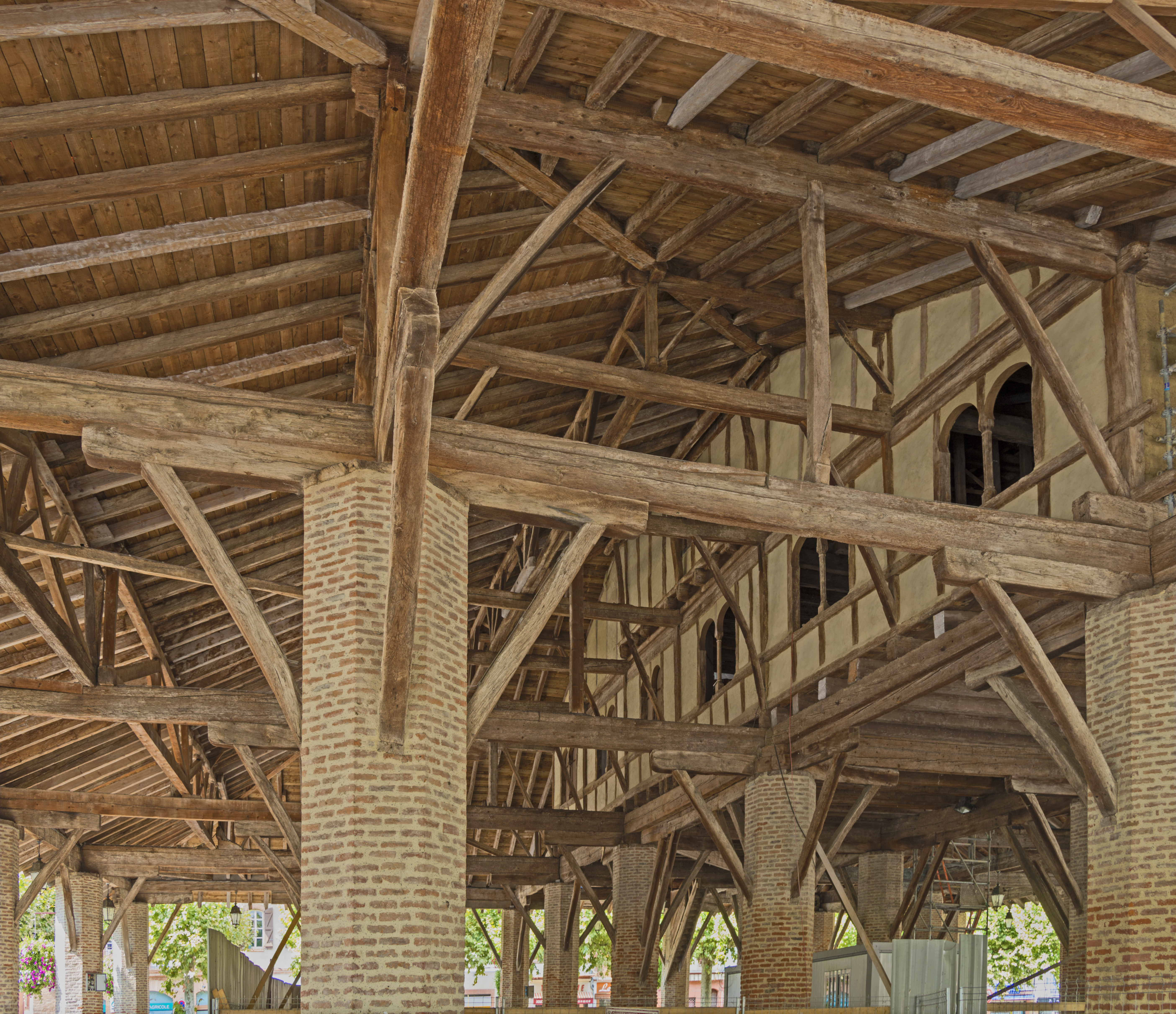
Intérieur de la halle.

La halle est un édifice dont la charpente de trois étages est surmontée d'un beffroi et les trente-six piliers octogonaux sont constitués de briques roses typiques du pays toulousain. Le bois le plus ancien de la charpente, résineux et chêne, a été coupé au XIIIe siècle.
De plan carré, elle mesure 134 pieds de côté, environ 41 mètres. C'est la halle médiévale la plus ancienne et parmi les plus vastes de France (1800 m2),.

## Histoire
La halle est construite entre 1582 et 1593 par les moines de l'abbaye de Grand Selve. 
L’ajout du beffroi utilisé comme tour de guet date du XVIIe siècle. La fonction commerciale de la halle était prévue dès 1290 dans la charte de fondation de la ville par les seigneurs qui autorisaient un marché par semaine et deux foires par an. Plusieurs loges s’y trouvaient à demeure, parmi lesquelles une loge avec les poids et mesures utilisés pour le contrôle des échanges, ainsi que celles des marchands, notamment la loge du mazel ou boucherie. L’autre fonction de la halle était administrative. Elle abritait un auditoire royal où se rendait la justice. De plus, les étages accueillaient la maison commune, lieu de travail du juge, du bailli, des notaires, crieurs publics et autres fonctionnaires, et lieu de réunions des consuls et des assemblées communautaires,.
En 1417, le roi Charles VI avait permis aux consuls « d’avoir et de faire une horloge avec cloche ».
En 1992 et 1993, le sol ainsi que les piliers ont été rénovés et restaurés. Des études récentes ont montré que les bois de charpente ont été coupés en 1293.
Comme la plupart des bastides du Sud-Ouest, Grenade a sauvegardé sa halle car c’est un lieu de rencontre de toutes les générations et cela depuis des siècles. Elle est chère au Grenadains qui s'y retrouvent pour le marché du samedi matin, la foire annuelle de la Saint-Luc et les bals de l'été, ainsi que d’autres manifestations qui s’y tiennent régulièrement.
La halle couverte est classée au titre des monuments historiques par arrêté du 5 décembre 1979. 